# Åke Grönberg
Karl Åke Edvard Grönberg, född 26 mars 1914 i Kungsholms församling i Stockholm, död 15 september 1969 i Engelbrekts församling, var en svensk skådespelare, sångare och regissör.

## Biografi

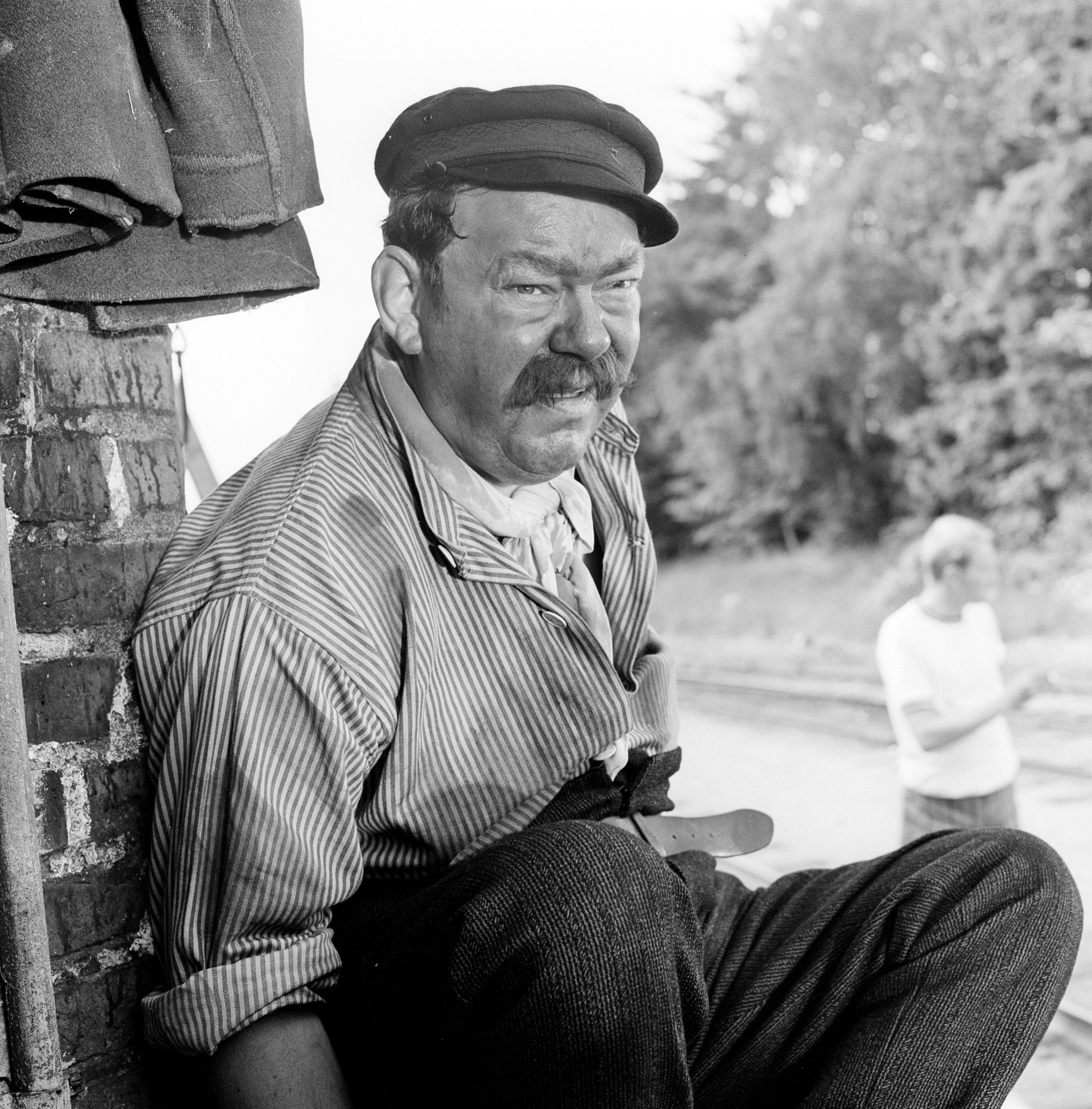
Åke Grönberg under inspelningarna av Bombi Bitt och jag.

Åke Grönberg började arbeta på Bröderna Hedlunds mekaniska verkstad där han snart kom med i sångkvartetten "Völundkören". På Dramaten arbetade han som statist innan han blev filmskådespelare. Grönberg medverkade i cirka 90 filmer, oftast i lättsamma lustspel. Han filmdebuterade 1936 i Anders Henriksons 65, 66 och jag som följdes av Klart till drabbning, Bara en trumpetare, Hennes lilla majestät och Söderpojkar med flera. Många minns honom säkert som den godhjärtade luffaren Paradis-Oskar i den första filmversionen av Astrid Lindgrens Luffaren och Rasmus 1955. Sina största publikframgångar hade han dock som parhäst till Åke Söderblom, främst i de tre Biffen och Bananen-filmerna.
Grönberg skivdebuterade 1935 med "Jag kom på rätt sida på andra sidan kölen" och sjöng in mängder av grammofonskivor. Till hans största skivframgångar hör "Gungeligung", "Den gamla dansbanan" och "Svarta Rudolf". 
Åke Grönberg framträdde i revyer på Odeonteatern och Södran i Stockholm. Han gestaltade titelrollen i farsen Charleys Tant på Folkan 1954 och spelade i Povel Ramels revy Ryck mig i snöret 1964. På Stora teatern i Göteborg gjorde han succé i rollen som Joe i musikalen Teaterbåten där han sjöng "Ol' Man River". 1965 gjorde han Markurell i Hjalmar Bergmans Markurells i Wadköping för Riksteatern i regi av Sandro Malmquist.
Grönberg var med i TV-underhållningen Estrad 1967 då han bland annat medverkade i den klassiska sketchen ”Skattkammarön”, där han fick ropa den odödliga repliken: ”Vem fan är Nisse Hult?”
Under senare delen av sin karriär fick Grönberg göra mer seriösa roller. Han var engagerad vid Dramaten och Stockholms stadsteater. Han gjorde cirkusdirektören i Ingmar Bergmans film Gycklarnas afton 1953 och var med i TV-serien Bombi Bitt och jag 1968. Hans sista filmroll var som vilthandlare Gustav Lagerström i TV-serien Kråkguldet som hade premiär ett par månader efter hans död.
Åke Grönberg avled i en hjärtinfarkt 55 år gammal. Han jordfästes i Engelbrektskyrkan i Stockholm och är gravsatt i dess kolumbarium.

### Privatliv
Grönberg gifte sig borgerligt den 19 september 1941 med skådespelaren Rut Holm (1900–1971). Deras skilsmässa var klar den 16 december 1946. Grönberg gifte sig en andra gång, även då borgerligt, den 19 oktober 1955 med Sonja Margareta Lund (1919–2011). Båda äktenskapen var barnlösa. Han hade dock ett barn utom äktenskapet fött 1946.

## Filmografi

### Roller
- 1936 – 65, 66 och jag
- 1937 – Klart till drabbning
- 1937 – Ryska snuvan
- 1938 – Blixt och dunder
- 1938 – Bara en trumpetare
- 1938 – Kamrater i vapenrocken
- 1938 – Med folket för fosterlandet
- 1938 – Vi som går scenvägen
- 1939 – Melodin från Gamla Stan
- 1939 – Hennes lilla Majestät
- 1939 – Adolf i eld och lågor
- 1939 – Vi på Solgläntan
- 1939 – En enda natt
- 1939 – Mot nya tider
- 1940 – Beredskapspojkar
- 1940 – Kronans käcka gossar
- 1940 – Hjältar i gult och blått
- 1940 – Karusellen går
- 1940 – Alle man på post
- 1941 – En kvinna ombord
- 1941 – Söderpojkar
- 1942 – Halta Lottas krog
- 1942 – Morgondagens melodi
- 1942 – Ta hand om Ulla
- 1942 – Vårat gäng
- 1942 – Gula kliniken
- 1942 – En trallande jänta
- 1942 – Man glömmer ingenting
- 1942 – Rospiggar
- 1942 – En sjöman i frack
- 1942 – Kvinnan tar befälet
- 1943 – Sonja
- 1943 – Anna Lans
- 1943 – Fångad av en röst
- 1943 – I brist på bevis
- 1943 – Ungt blod
- 1943 – Kronan betalar
- 1944 – Sabotage
- 1944 – Räkna de lyckliga stunderna blott
- 1945 – I Roslagens famn
- 1945 – Maria på Kvarngården
- 1945 – Flickor i hamn
- 1945 – Flickorna i Småland
- 1946 – Stiliga Augusta
- 1946 – Bröder emellan
- 1946 – Brita i grosshandlarhuset
- 1946 – Per Albin svarar – Välkomna till oss
- 1947 – Rallare
- 1947 – Nattvaktens hustru
- 1947 – Sången om Stockholm
- 1947 – Kvinna utan ansikte
- 1948 – De kämpade sig till frihet
- 1948 – Var sin väg
- 1948 – Nu börjar livet
- 1949 – Hur tokigt som helst
- 1949 – Farlig vår
- 1950 – Restaurant Intim
- 1950 – Kyssen på kryssen
- 1950 – Påhittiga Johansson
- 1951 – Biffen och Bananen
- 1951 – Livat på luckan
- 1951 – Skeppare i blåsväder
- 1952 – Kronans glada gossar
- 1952 – Hon kom som en vind
- 1952 – Blondie, Biffen och Bananen
- 1952 – Klackarna i taket
- 1953 – Gycklarnas afton
- 1953 – Sommaren med Monika
- 1953 – Folket i fält
- 1953 – Barabbas
- 1953 – Vi tre debutera
- 1954 – Brudar och bollar eller Snurren i Neapel
- 1954 – En lektion i kärlek
- 1954 – Simon Syndaren
- 1954 – Farlig frihet
- 1954 – Flottans glada gossar
- 1954 – Herr Arnes penningar
- 1954 – Aldrig med min kofot eller Drömtjuven
- 1954 – Sju svarta "Be-Hå"
- 1954 – Storm över Tjurö
- 1955 – Paradiset
- 1955 – Luffaren och Rasmus
- 1955 – Friarannonsen
- 1955 – Karusellen i fjällen
- 1955 – Far och flyg
- 1956 – Den hårda leken
- 1957 – Klarar Bananen Biffen?
- 1957 – Möten i skymningen
- 1958 – Linje sex
- 1959 – Mälarpirater
- 1959 – 91:an Karlsson muckar (tror han)
- 1959 – Rymdinvasion i Lappland
- 1961 – Bröllopet på Seine
- 1961 – Dacke
- 1961 – Ett resande teatersällskap
- 1961 – Samtal önskas
- 1962 – Gisslan
- 1962 – Halsduken (TV-serie)
- 1962 – Kvartetten som sprängdes
- 1962 – Värmlänningarna
- 1962 – Krigsmans erinran
- 1963 – Adam och Eva
- 1963 – Min kära är en ros
- 1963–1964 – Petter kommer igen (TV-serie)
- 1964 – Petter klarar allt! (TV-serie)
- 1964 – Älskande par
- 1964 – 491
- 1965 – Ett sommaräventyr
- 1965 – Salta gubbar och sextanter
- 1968 – Bombi Bitt och jag (TV-serie)
- 1969 – Kråkguldet (TV-serie)

### Regi
- 1959 – 91:an Karlsson muckar (tror han)

### Manus
- 1954 – Brudar och bollar eller Snurren i Neapel

## Teater

### Roller (ej komplett)
| År   | Roll                | Produktion                                                           | Regi                                        | Teater                      |
| ---- | ------------------- | -------------------------------------------------------------------- | ------------------------------------------- | --------------------------- |
| 1938 |                     | Kärlek och cirkus Gideon Wahlberg                                    | Gideon Wahlberg                             | Tantolundens friluftsteater |
| 1938 |                     | Stockholmsfilurer Gideon Wahlberg                                    | Gideon Wahlberg                             | Odeonteatern, Stockholm     |
| 1939 |                     | Luftman & C:o Gideon Wahlberg                                        |                                             | Odeonteatern, Stockholm     |
| 1939 |                     | Friar'n från Kisa Sigge Fischer                                      |                                             | Odeonteatern, Stockholm     |
| 1939 |                     | Kärlek och guldfeber Gideon Wahlberg                                 |                                             | Tantolundens friluftsteater |
| 1939 |                     | Don Juan i 7:an Gideon Wahlberg                                      | Gideon Wahlberg                             | Odeonteatern, Stockholm     |
| 1939 |                     | Kärlek och landstorm Gideon Wahlberg och Walter Stenström            | Gideon Wahlberg                             | Odeonteatern, Stockholm     |
| 1940 |                     | Familjen Larsson Sigge Fischer                                       |                                             | Odeonteatern, Stockholm     |
| 1940 | Medverkande         | Strax lite varmare, revy Gideon Wahlberg, Ch. Henry och Einar Molin  | Gideon Wahlberg                             | Odeonteatern, Stockholm     |
| 1941 |                     | Söders tyrolare Gideon Wahlberg                                      | Gideon Wahlberg                             | Tantolundens friluftsteater |
| 1941 | Medverkande         | Luddes underbara resa, revy Ch. Henry och Einar Molin                | Gideon Wahlberg                             | Odeonteatern, Stockholm     |
| 1942 | Medverkande         | Grand Hôtel Ludde, revy Ch. Henry och Einar Molin                    | Sigge Fischer                               | Odeonteatern, Stockholm     |
| 1943 | Medverkande         | Marsch till Söder, revy Dardanell, Dix Dennie, Åke Balltorp          | Karl Kinch                                  | Södra Teatern               |
| 1950 | Duxin               | Lucienne och slaktaren Marcel Aymé                                   | Karin Kavli                                 | Folkparksturné              |
| 1952 | Luther Billis       | South Pacific Richard Rodgers, Oscar Hammerstein och Joshua Logan    | Sven Aage Larsen                            | Oscarsteatern               |
| 1953 | Johnson             | Änglar på Broadway Frank Loesser, Joe Swerling och Abe Burrows       | Sven Aage Larsen                            | Oscarsteatern               |
| 1961 | Alfred P. Doolittle | My Fair Lady Frederick Loewe och Alan Jay Lerner                     | Lauritz Falk Carl-Gustaf Kruuse af Verchou  | Lorensbergs Cirkus          |
| 1963 |                     | Pyjamasleken George Abbot, Richard Bisell, Richard Adler, Jerry Ross | Carl-Gustaf Kruuse af Verchou Mille Schmidt | Idéonteatern                |
| 1964 |                     | Den stora effekten Robert Dhery                                      | Stig Ossian Eriksson                        | Idéonteatern                |
| 1966 | Pinchard            | Fruar på vift Georges Feydeau                                        | Etienne Glaser                              | Stockholms stadsteater      |
| 1966 | Sven                | Nya Wermländingarne Sandro Key-Åberg                                 | Christian Lund                              | Stockholms stadsteater      |
| 1967 | Sailor              | Leva som svin John Arden                                             | Sten Lonnert                                | Stockholms stadsteater      |